# Esgrima històrica
L'esgrima històrica o HEMA (de l'anglès Historical European martial arts) és un conjunt d'arts marcials europees antigues, que en l'actualitat han desaparegut o han evolucionat en esports o art marcials diferents.
L'esgrima històrica utilitza sobretot tractats i manuals de finals de l'edat mitajana i principis de l'edat moderna, ja que la documentació existent de les arts marcials de l'època clàssica és escassa. Per aquesta raó l'HEMA se centra sobretot en el període de 1300 a 1800, especialment en les escoles d'esgrima alemanya i italiana de l'edat mitjana i el renaixement (segles XIV - XVI) i les escoles espanyola, francesa, anglesa i escocesa de l'edat moderna (segles XVII - XVIII). També inclou arts com l'esgrima clàssica o lluita de bastó.
Les recreacions modernes d'aquestes escoles van aparèixer als voltants de 1890 i es porten pràcticant més assíduament des de la dècada de 1990.